# 알렌킴
알렌킴(본명: 김기범, 1990년 12월 29일 ~ )은 대한민국의 가수이다. 현재는 결혼한 유부남이다.

## 활동
2008년 그룹 유키스의 멤버로서 싱글 《New Generation》으로 데뷔하였고, 2011년에 유키스에서 탈퇴하였다. 가족은 SS301의 멤버인 김형준이 형으로 있다. 슈퍼주니어의 기범, 샤이니의 Key과 동명이인이다.

## 그 외
- 작사와 작곡 :〈Hey G〉H&B(형준&기범 작사작곡)
- SDKB
- 씨엘인터내셔널 사외이사
- 씨엘인터내셔널 주주회 회장